# Joachim Barrande

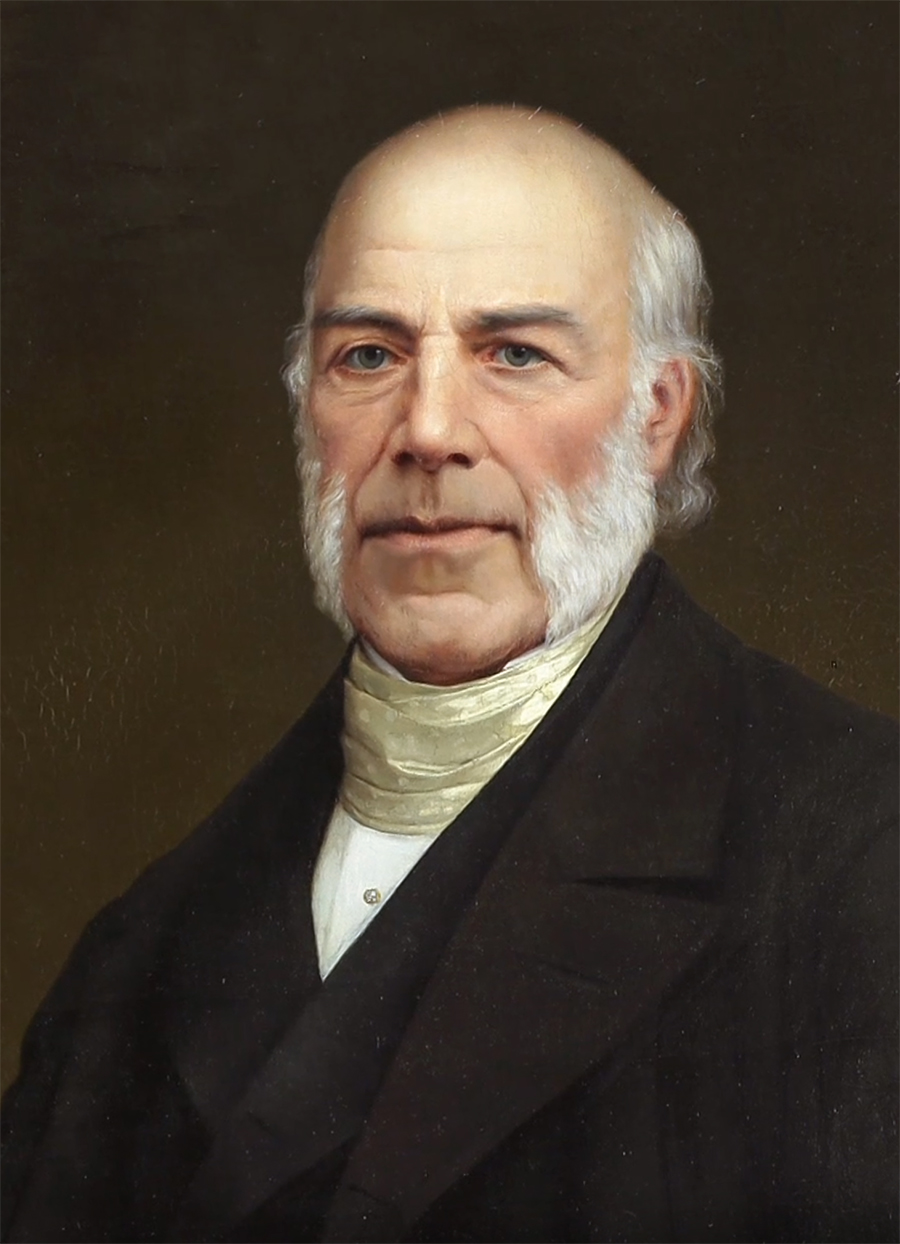
Joachim Barrande

Joachim Barrande (ur. 11 sierpnia 1799 w Saugues we Francji, zm. 5 października 1883 w Lanzenkirchen w Austrii) – francuski paleontolog i geolog.

## Życiorys
Z wykształcenia inżynier ze specjalnością budowy mostów i dróg. Po studiach na École polytechnique wybudował stojący do dziś most na rzece Loarze.
W latach 1826–1830 nauczyciel wnuka króla Francji Karola X – księcia Henryka. Po rewolucji 1830 wyjechał do Czech, gdzie rozpoczął badania geologiczne. Najpierw mieszkał w pałacu Buštěhrad, gdzie osiadł wygnany król Karol X (1832-1836), następnie trafił do Pragi. Od 1860 był członkiem Niemieckiej Akademii Przyrodników Leopoldina.

## Prace badawcze

### Ogólny przegląd
Główną tematyką badawczą Barrande były skały i skamieniałości dolnego paleozoiku Czech, gdzie mieszkał i pracował od 1831 aż do śmierci. Wyniki studiów nad paleozoikiem Czech zamieścił głównie w 22 tomach swej monografii: Système silurien du centre de la Bohême wydawanej w latach 1852–1881. Nazwą "systemu sylurskiego" Barrande obejmował utwory zaliczane dziś do kambru, ordowiku, syluru i dewonu.
Zbiory Barrande'a znajdują się w Muzeum Narodowym w Pradze.

### Nazwy wprowadzone przez Barrande'a
Barrande badał m.in. trylobity, nadając nazwy następującym rodzajom: 
- Areia Barrande, 1849;
- Bohemilla Barrande, 1872;
- Carmon Barrande, 1872;
- Cromus Barrande, 1852;
- Deiphon Barrande, 1850;
- Dionide Barrande, 1847;
- Hydrocephalus Barrande, 1846;
- Sao Barrande, 1846;
- Staurocephalus Barrande, 1846[2].

Opisywanym w szóstym tomie Système silurien (1881) małżom Barrande nadawał często nazwy, wywodzące się z języka czeskiego, na przykład:
- Babinka Barrande, 1881 [babcia];
- Kralovna Barrande, 1881 [królowa];
- Panenka Barrande, 1881 [panna];
- Synek Barrande, 1881 [synek].

Nazwy te próbowano unieważnić jako niełacińskie, są to jednak z punktu widzenia nomenklatury zoologicznej właściwe nazwy (ang. valid names) odpowiednich rodzajów.

## Upamiętnienie

### Nazwy rodzajów nadane na cześć uczonego
- Barrandia M'Coy, 1849 (trylobit)[4]
- Barrandeina Štúr (roślina z klasy widłaków Lycopodiopsida)[5]
- Barrandeophyllum Počta, 1902 (koralowiec czteropromienny)[6]

### Inne
Nazwiskiem Barrande'a nazwano:
- dzielnicę Pragi – Barrandov (w 1928; tam mieści się studio filmowe Barrandov),
- most w Pradze;
- ulicę, na której mieszkał;
- szkołę w jego rodzinnej miejscowości Saugues[7];
- strukturę geologiczną w środkowych Czechach – nieckę barrandienu;
- planetoidę (5958) Barrande[8].